# Interkosmos

Escut del programa

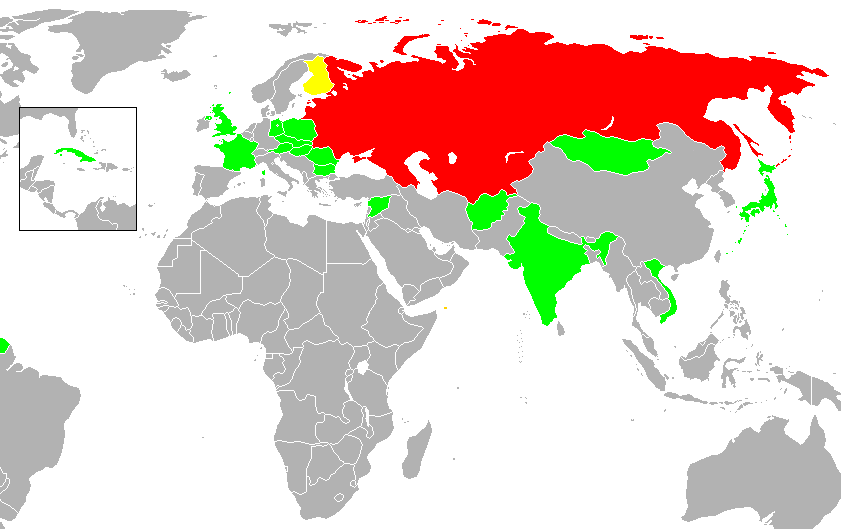
Proveïdor de vols espacials tripulats
Participants

Interkosmos (en rus: Интеркосмос) fou un programa espacial dirigit per l'Acadèmia de Ciències de l'URSS dissenyat per a donar accés a missions espacials tripulades i no tripulades a les nacions aliades de la Unió Soviètica.
El programa incloïa les nacions aliades d'Europa de l'Est del Pacte de Varsòvia / CAEM, i altres països socialistes com l'Afganistan, Cuba, Mongòlia i Vietnam. A més a més, països no alineats, com l'Índia i Síria també hi van participar, així com un membre parcialment de l'OTAN com França va contribuir al programa, sent un reflex de les polítiques de Guerra Freda.
Després del programa de proves Apollo-Soiuz, fins i tot hi va haver converses entre la NASA i Interkosmos durant la dècada de 1970 per a desenvolupar un programa de "Shuttle-Saliut" i enlairar missions de transbordador espacial a l'estació espacial Salyut, amb converses posteriors a la dècada de 1980, fins i tot tenint en compte els vols des de les futures llançadores soviètiques del programa Buran a una futura estació espacial dels Estats Units. Mentre que el programa Shuttle-Salyut mai es va materialitzar durant l'existència del programa soviètic Interkosmos, després de la dissolució de la Unió Soviètica el programa Shuttle-Mir seguí endavant i facilità el camí a l'Estació Espacial Internacional.
Interkosmos s'inicià l'abril de 1967 amb les missions de satèl·lits d'investigació no tripulats, i no es van realitzar missions tripulades fins al febrer de 1978. A partir d'aleshores i fins al 1988 14 cosmonautes no-soviètics participaren en vols espacials Soiuz. D'aquesta forma s'envià a l'espai el primer ciutadà d'un país diferent dels EUA o l'URSS: Vladimír Remek de la República Socialista Txecoslovaca. Interkosmos també va enviar a l'espai la primera persona hispana i negre, Arnaldo Tamayo Méndez de Cuba, i la primera persona asiàtica, Phạm Tuân del Vietnam. Dels països que hi participaren, només la República Popular de Bulgària i França van enviar dues missions tripulades a l'espai.

## Missions tripulades
| Data                   |                           | Cosmonauta #1             |                       | Cosmonauta #2                | Estat           | Missió     | Estació espacial              |
| ---------------------- | ------------------------- | ------------------------- | --------------------- | ---------------------------- | --------------- | ---------- | ----------------------------- |
| 3 de febrer de 1978    | Vladimír Remek            | Vladimír Remek            | Oldřich Pelčák        | Oldřich Pelčák               | RS Txecoslovaca | Soiuz 28   | Saliut 6                      |
| 27 de juny de 1978     | Mirosław Hermaszewski     | Mirosław Hermaszewski     |                       | Zenon Jankowski              | RP Polònia      | Soiuz 30   | Saliut 6                      |
| 26 d'agost de 1978     | Sigmund Jähn              | Sigmund Jähn              | Eberhard Köllner      | Eberhard Köllner             | RDA             | Soiuz 31   | Saliut 6                      |
| 10 d'abril de 1979     | Gueorgui Ivanov           | Georgi Ivanov             | Aleksandr Aleksandrov | Aleksandr Aleksandrov        | RP Bulgària     | Soiuz 33   | Saliut 6 (embarcament fallit) |
| 26 de maig de 1980     | Bertalan Farkas           | Bertalan Farkas           | Béla Magyari          | Béla Magyari                 | RP Hongria      | Soiuz 36   | Saliut 6                      |
| 23 de juliol de 1980   | Phạm Tuân                 | Phạm Tuân                 |                       | Thanh Liem Bui               | Vietnam         | Soiuz 37   | Saliut 6                      |
| 18 de setembre de 1980 | Arnaldo Tamayo            | Arnaldo Tamayo Méndez     |                       | José López Falcón            | Cuba            | Soiuz 38   | Saliut 6                      |
| 23 de març de 1981     | Zhugderdemidiyn Gurragcha | Zhugderdemidiyn Gurragcha |                       | Maidarzhavyn Ganzorig        | RP Mongòlia     | Soiuz 39   | Saliut 6                      |
| 14 de maig de 1981     | Dumitru Prunariu          | Dumitru Prunariu          |                       | Dumitru Dediu                | RS Romania      | Soiuz 40   | Saliut 6                      |
| 24 de juny de 1982     | Jean-Loup Chrétien        | Jean-Loup Chrétien        |                       | Patrick Baudry               | França          | Soiuz T-6  | Saliut 7                      |
| 2 d'abril de 1984      | Rakesh Sharma             | Rakesh Sharma             |                       | Ravish Malhotra              | Índia           | Soiuz T-11 | Saliut 7                      |
| 22 de juliol de 1987   | Muhammed Ahmed Faris      | Muhammed Ahmed Faris      |                       |                              | Síria           | Soiuz TM-3 | Mir                           |
| 6 de juliol de 1988    | Aleksandr Aleksandrov     | Aleksandr Aleksandrov     |                       |                              | RP Bulgària     | Soiuz TM-5 | Mir                           |
| 29 d'agost de 1988     |                           | Abdul Ahad Mohmand        |                       | Mohammad Dauran Ghulam Masum | RD Afganistan   | Soiuz TM-6 | Mir                           |
| 26 de novembre de 1988 | Jean-Loup Chrétien        | Jean-Loup Chrétien        |                       | Michel Tognini               | França          | Soiuz TM-7 | Mir                           |